# Un feu de cheminée
Un feu de cheminée est un vaudeville en un acte d'Eugène Labiche, représenté pour la première fois à Paris au Théâtre du Palais-Royal le 31 juillet 1853.
- Collaborateur Arthur de Beauplan.
- Editions Michel Lévy frères.

## Distribution
| Acteurs et actrices ayant créé les rôles |                   |
| Personnage                               | Acteur ou actrice |
| Arthur de Beauvoisin, propriétaire       | Hyacinthe         |
| Antoine, dit l'Écureuil, pompier         | Brasseur          |
| Poulardeau, marchand d'essences          | M. Pellerin       |
| Adèle, sa femme                          | Mme Irma          |
| Pomponne, domestique de Poulardeau       | Mme Dupuis        |